# 総角 (源氏物語)
| 源氏物語五十四帖 |        |    |        |
| 各帖のあらすじ   |        |    |        |
| 帖               | 名     | 帖 | 名     |
| 1                | 桐壺   | 28 | 野分   |
| 2                | 帚木   | 29 | 行幸   |
| 3                | 空蝉   | 30 | 藤袴   |
| 4                | 夕顔   | 31 | 真木柱 |
| 5                | 若紫   | 32 | 梅枝   |
| 6                | 末摘花 | 33 | 藤裏葉 |
| 7                | 紅葉賀 | 34 | 若菜   |
| 8                | 花宴   | 35 | 柏木   |
| 9                | 葵     | 36 | 横笛   |
| 10               | 賢木   | 37 | 鈴虫   |
| 11               | 花散里 | 38 | 夕霧   |
| 12               | 須磨   | 39 | 御法   |
| 13               | 明石   | 40 | 幻     |
| 14               | 澪標   | 41 | 雲隠   |
| 15               | 蓬生   | 42 | 匂宮   |
| 16               | 関屋   | 43 | 紅梅   |
| 17               | 絵合   | 44 | 竹河   |
| 18               | 松風   | 45 | 橋姫   |
| 19               | 薄雲   | 46 | 椎本   |
| 20               | 朝顔   | 47 | 総角   |
| 21               | 少女   | 48 | 早蕨   |
| 22               | 玉鬘   | 49 | 宿木   |
| 23               | 初音   | 50 | 東屋   |
| 24               | 胡蝶   | 51 | 浮舟   |
| 25               | 蛍     | 52 | 蜻蛉   |
| 26               | 常夏   | 53 | 手習   |
| 27               | 篝火   | 54 | 夢浮橋 |

「総角」（あげまき）は、『源氏物語』五十四帖の巻の一つ。第47帖。第三部の一部「宇治十帖」の第3帖にあたる。巻名は薫が八の宮一周忌法要に事寄せて大君に詠んだ和歌「あげまきに 長き契りをむすびこめ おなじところに よりもあはなむ」（あなたが縒り結んでいる総角結びのように、あなたと私が長く寄り添えるようになりたいものだ）に因む。

## あらすじ
薫24歳の秋八月から冬十二月の話。

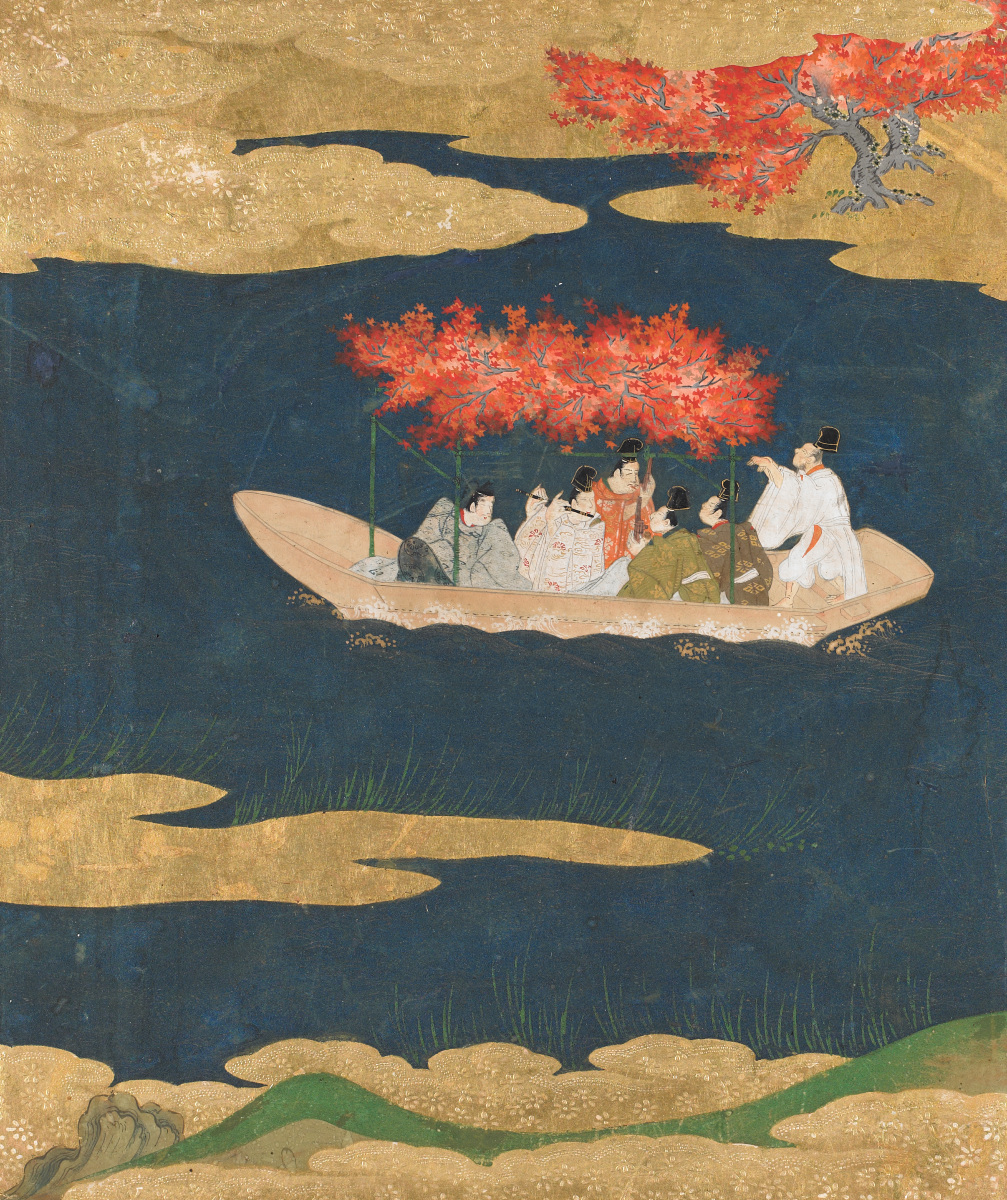
宇治川に舟遊びや紅葉狩りを催す匂宮

秋八月、八の宮の一周忌法要が営まれ、薫はこまごまと心をくばった。その夜、薫は大君に近づき意中を訴えるが、大君に拒まれ、そのまま夜通し語り合って別れる。大君は父宮の遺志を継ぎ宇治の主として独身を貫く決意をしており、その一方で妹の中君を薫と結婚させようと考えている。大君の衣服には薫の強い香が染み付いており、中君は薫との仲を疑う。
一周忌が済んで間もなく宇治を訪れた薫は、大君の結婚を望む老女房の弁たちの手引きで大君の寝所に入るが、大君はいち早く気配を察し中君を残して隠れてしまう。薫は、後に残された中君に気付き、二人そのまま語り明かすことになった。
大君の意思を知った薫は中君を匂宮と結婚させようと考え、九月のある夜ひそかに匂宮を宇治に案内し、中君と逢わせてしまう。薫は事実を打ち明け大君に結婚を迫るが、大君は承知しなかった。匂宮は三日間中君の元に通い続けたが、母后・明石の中宮に反対され、足止めされてしまいその後は身分柄思うように宇治を訪問することができない。大君と中君は、匂宮の訪れが途絶えたことを嘆き悲しんだ。十月、匂宮は宇治川に舟遊びや紅葉狩りを催して中君に会おうと計画したが、多くの人が集まり盛大になりすぎ、かえって目的を果たせなかった。父帝は匂宮の遠出をやめさせるために、夕霧の六の君との結婚を取り決める。
これを聞いた大君は心労のあまり病に臥し、薫の懸命の看病もむなしく、十一月、薫に看取られる中で草木の枯れていくように息絶えた。26歳だった。その日は豊明節会の日で、宇治は吹雪の夜であった。
大君と結ばれぬまま終わった薫は深い悲嘆に沈み、宇治に籠って喪に服した。薫の悲しみを人伝てに聞いた明石の中宮は、「ここまで想われる女人の妹姫なら、匂宮が通うのも無理はない」と思い直し、匂宮に「二条院へ妻として迎えても良い」と認めた。匂宮は、中君を京の二条院に引き取る決意をした。